# Mariana Pascual de Bonanza y Soler de Cornellá
Mariana Pascual de Bonanza y Soler de Cornellá (Alicante, 21 de septiembre del 1829-1914) fue una aristócrata, coleccionista y una de las primeras gestoras culturales de España

## Orígenes familiares
Mariana pertenecía a la élite de la burguesía alicantina ya que estaba vinculada con la aristocracia al ser la tercera hija de los nueve vástagos del matrimonio entre Miguel Pascual de Bonanza y Roca de Togores, alcalde de Alicante por el partido moderado durante varias legislaturas y de María Rafaela Antonia Soler de Cornellá y Saavedra, hija de Leonardo Soler de Cornellá y Juan Ximénez de Urrea, VIII conde de Berbedel.
En su casa el aspecto de la gestión patrimonial fue un tema recurrente ya que durante las legislaturas de su padre en Alicante la corporación municipal participó activamente en la habilitación de espacios seguros para depositar los bienes procedentes de las desamortizaciones por parte de los miembros de los Comités Cientifico-Artísticos de la provincia, al igual que lo hizo en la asistencia de los mismos para la creación de los tres primeros museos provinciales.

## Matrimonio y descendencia

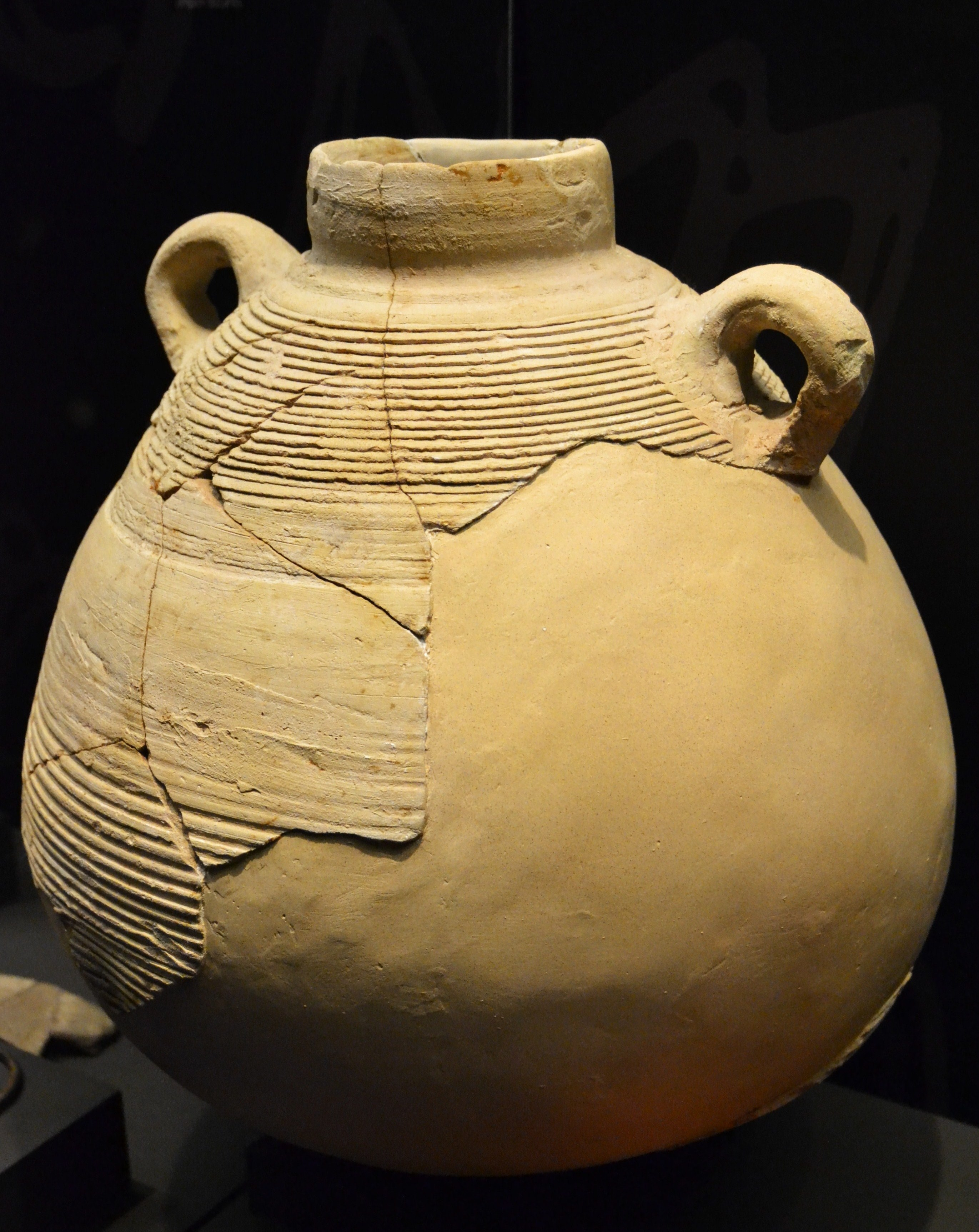
Ámfora obtenida de las excavaciones realizadas en Benalúa y en las que se interesó Joaquín de Rojas, marido de Mariana.

En el 1857 contrajo matrimonio con Joaquín de Rojas y Canicia de Franchi, IV Conde de Torrellano, señor de Beniasmet y Formentera del Segura,al igual que arquitecto y miembro de la Real Academia de Bellas Artes de San Fernando y la Comisión Provincial de Monumentos Histórico-Artísticos de Alicante, lo que unido a su interés anticuario influyó en su participación en las excavaciones como las llevadas a cabo en el barrio de Benalúa.
El matrimonio tuvo en total tres hijos:
- Juan de Rojas y Pascual de Bonanza, político del partido liberal conservador entre 1894 y 1897 y que en el 1896 fue elegido diputado pero el acta fue anulada y fue sustituido por Trinitario Ruiz Valarino. Casó con Emilia Puch Shelly, con sucesión.
- Luis de Rojas y Pascual de Bonanza, casó con Rafaela Puch y Shelly, hermana de su cuñada e hija de José Puch, abogado alicantino y de Emilia Shelly Calpena.[3]
- Alfonso de Rojas y Pascual de Bonanza, político que ejerció como alcalde de Alicante, gobernador civil de León y diputado por Alicante a lo largo de su vida.

## Gestora del patrimonio y colección arqueológica familiar

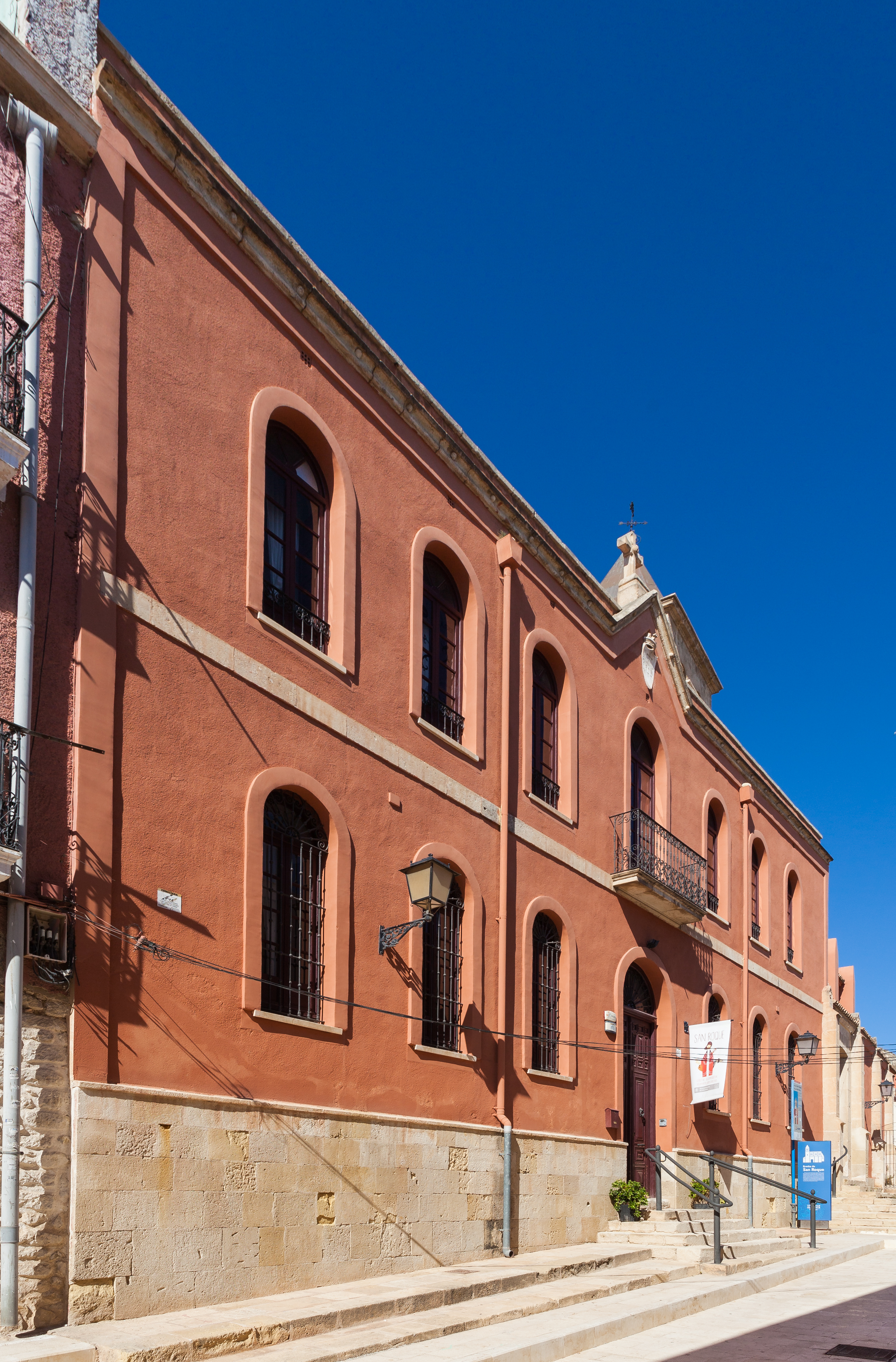
El edificio anexo a la ermita de San Roque se encontraba en ruinas en el 1886, cuando Mariana encabezó una recolecta para recaudar fondos para su restauración.

Aunque Mariana desarrolló su actividad social en los ámbitos asociados a las mujeres de su rango social como la promoción de los valores cristianos en diversas asociaciones religiosas como lo eran las Siervas de Jesús, a menudo enfocaba sus esfuerzos a la conservación patrimonial y cultural de Alicante como hizo en el 1886 cuando organizó una recolecta para restaurar un edificio anexo a la ermita de San Roque que se encontraba en ruinas o la acción que realizó finales de mayo de ese mismo año, cunado como miembro de la Asociación de las Damas de la Oración del Sacramento, una agrupación de mujeres burguesas y aristocráticas alicantinas con la intención de fomentar el interés por el culto religioso y la veneración de la Gracia Divina, organizó la decoración del interior de la iglesia de Santa María con motivo de las fiestas florales que se celebraban en ese mes para fomentar el uso del espacio.

### Colección arqueológica

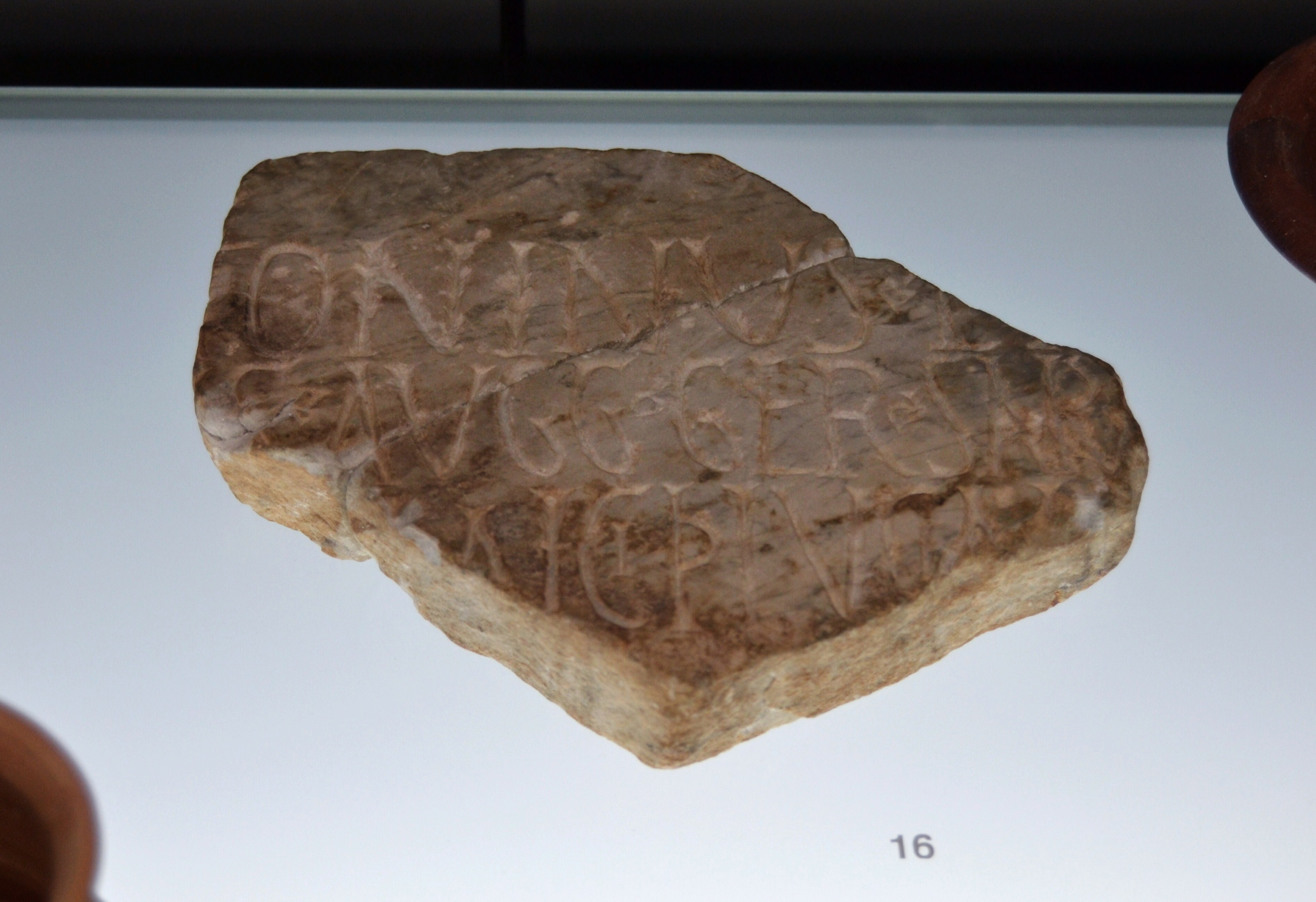
Fragmento de lápida que Joaquín de Rojas encontró en el Barranco de San Blas, donde aparece mencionado el nombre de Lucentum

Tras la muerte de su marido en el 1894 Mariana asumió el papel de gestora de la colección arqueológica que su marido había acumulado a través de su participación en las excavaciones realizadas en las zonas del barrio de Benalúa-Els Antigos, la necrópolis íbera de la Albufera que había sido cubierta en el siglo XIX con escombros romanos y Lucentum, yacimiento romano que había sido excavado previamente por Antonio Valcárcel Pio de Saboya, Conde de Lumiares, algo que se vio unido al ya existente patrimonio artístico que iba unido al Marquesado del Bosch y el Condado de Casa-Rojas en las que destacaban una estatuilla del dios Mercurio encontrada en el 1621 en el Tossal de Manisses y que el conde de Lumiares dibujó e incluyó en su obra Lucentum, hoy ciudad de Alicante, en el reino de Valencia del 1780 y un fragmento de una lápida de mármol obtenida en el barranco de San Blas, ubicado al norte del barrio de Benalúa, por Joaquin de Rojas alrededor del 1877 donde aparece la primera mención, en el momento de su hallazgo, el nombre de Lucentum, lo que dispersó las dudas de algunos intelectuales sobre la situación del poblado entre el Tossal de Manisses o en el entorno del barrio.
Esta colección arqueológica fue una de las bases principales de la obra documental del militar e historiador Manuel González Simancas, Catálogo monumental de España de las provincias de Alicante y que en gran parte se encuentran en paradero desconocido.